# Gond-Pontouvre
Gond-Pontouvre [ɡɔ̃ pɔ̃tuvʁ] ist eine französische Gemeinde mit 5.884 Einwohnern (Stand 1. Januar 2022) im Département in der Region Nouvelle-Aquitaine. Sie gehört zum Arrondissement Angoulême und zum gleichnamigen Kanton Gond-Pontouvre. Die Bewohner nennen sich „Gondpontolviens“.

## Geographie
Der Fluss Charente verläuft an der westlichen Stadtgrenze und nimmt auf der linken Seite die Touvre auf, die Gond-Pontouvre durchquert. An der Grenze zur Nachbargemeinde Balzac mündet die Argence in die Charente.
Die Stadt liegt im Ballungsraum nördlich von Angoulême. Nachbargemeinden sind Champniers im Norden, Ruelle-sur-Touvre im Nordosten, L’Isle-d’Espagnac im Osten, Angoulême im Süden, Saint-Yrieix-sur-Charente im Westen sowie Balzac im Nordwesten.

### Verkehrsanbindung
Durch Gond-Pontouvre führt die Eisenbahnlinie Bordeaux-Paris mit dem 1852 erstellten, 60 Meter langen und 47 Meter hohen Viadukt Viaduc de Foulpougne über die Touvre. Von Angoulême führt die Départementsstraße D910 durch Gond-Pontouvre nach Norden. Das nördliche Gemeindegebiet wir von der Route nationale 10 berührt, die nach Poitiers führt.

## Bevölkerungsentwicklung
| Jahr      | 1968 | 1975 | 1982 | 1990 | 1999 | 2006 | 2018 |
| Einwohner | 5426 | 5310 | 6286 | 6019 | 5971 | 5821 | 6057 |

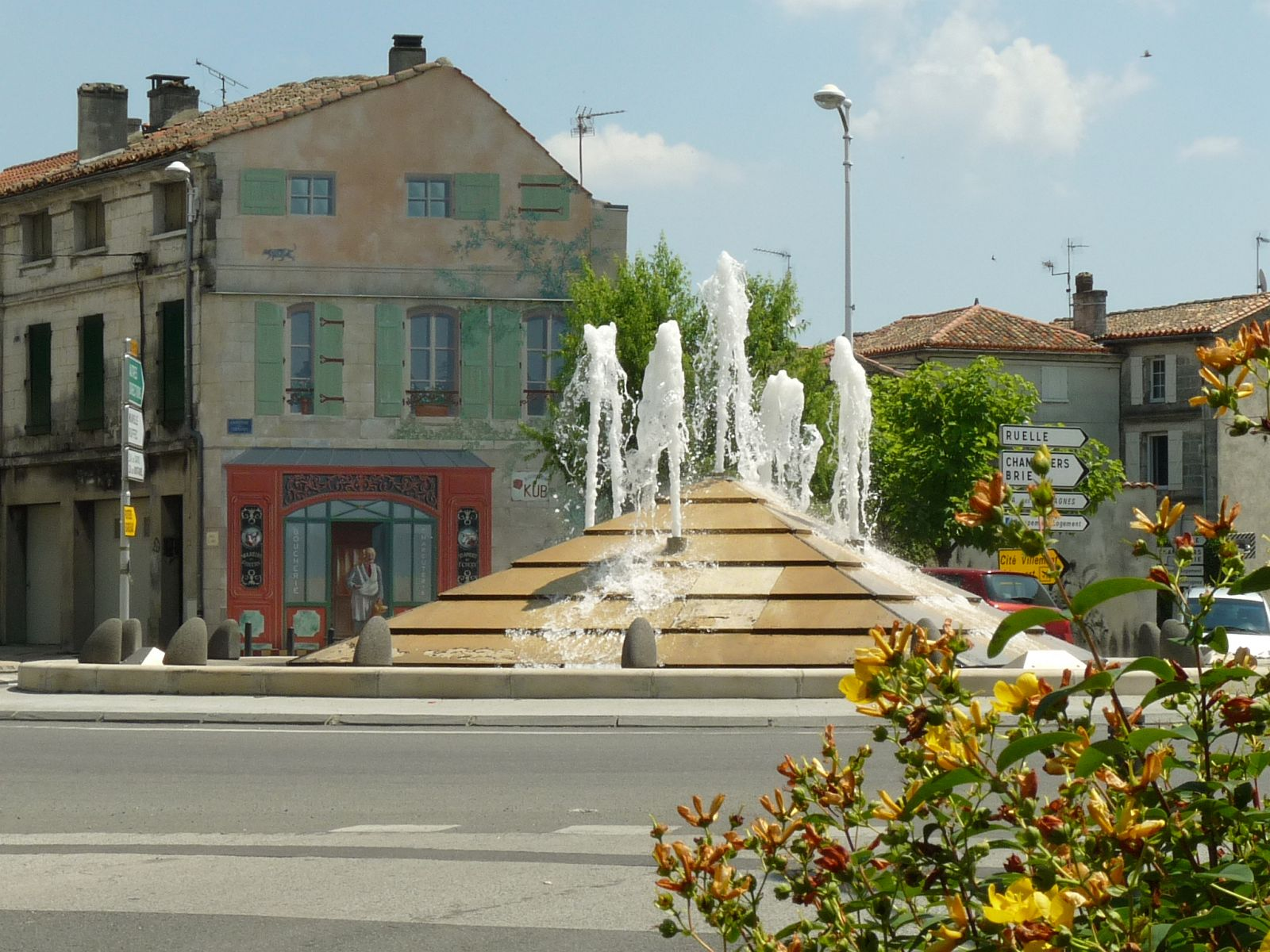
Carrefour du Pontouvre
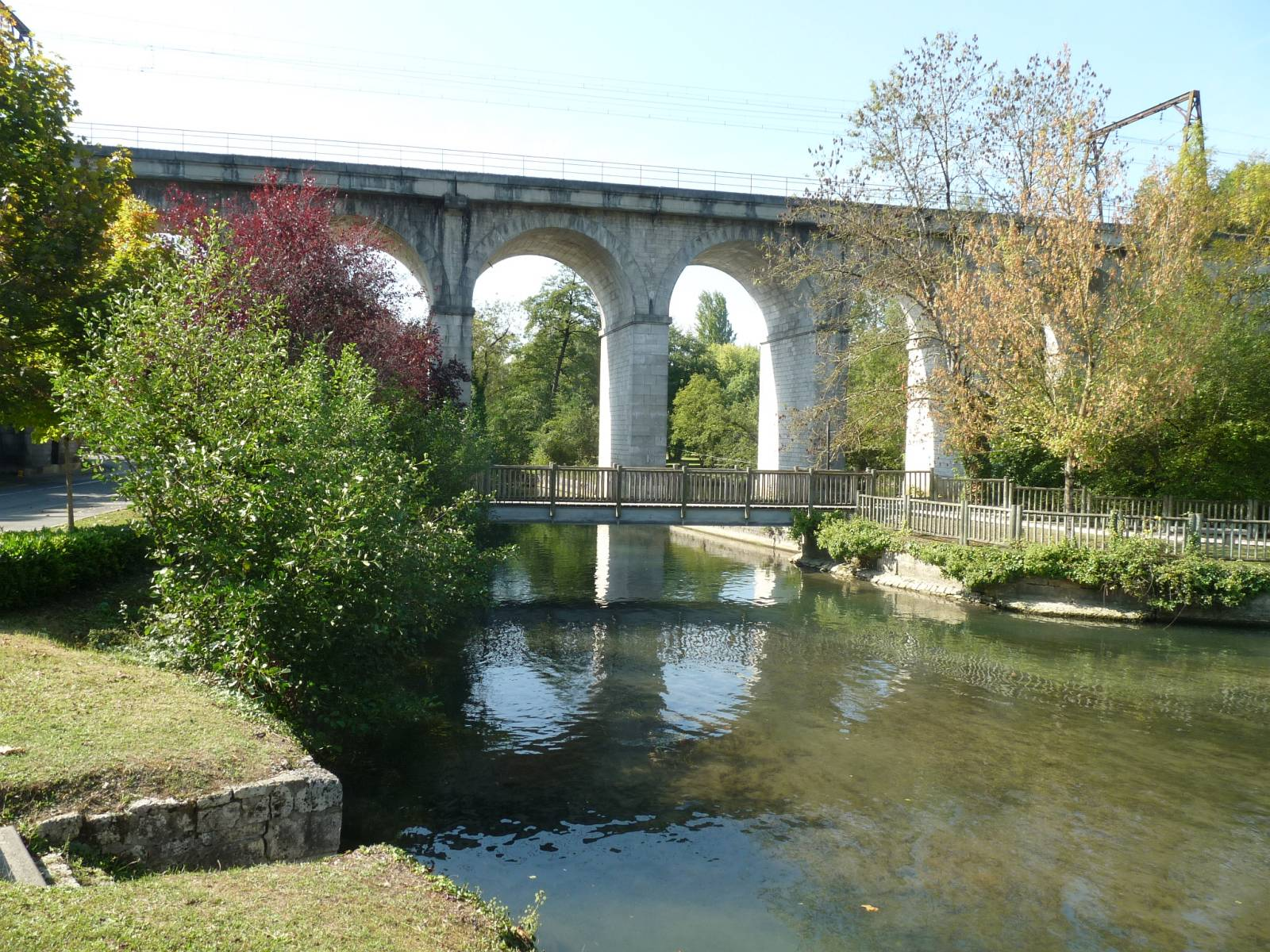
Eisenbahnviadukt Foulpougne über die Touvre
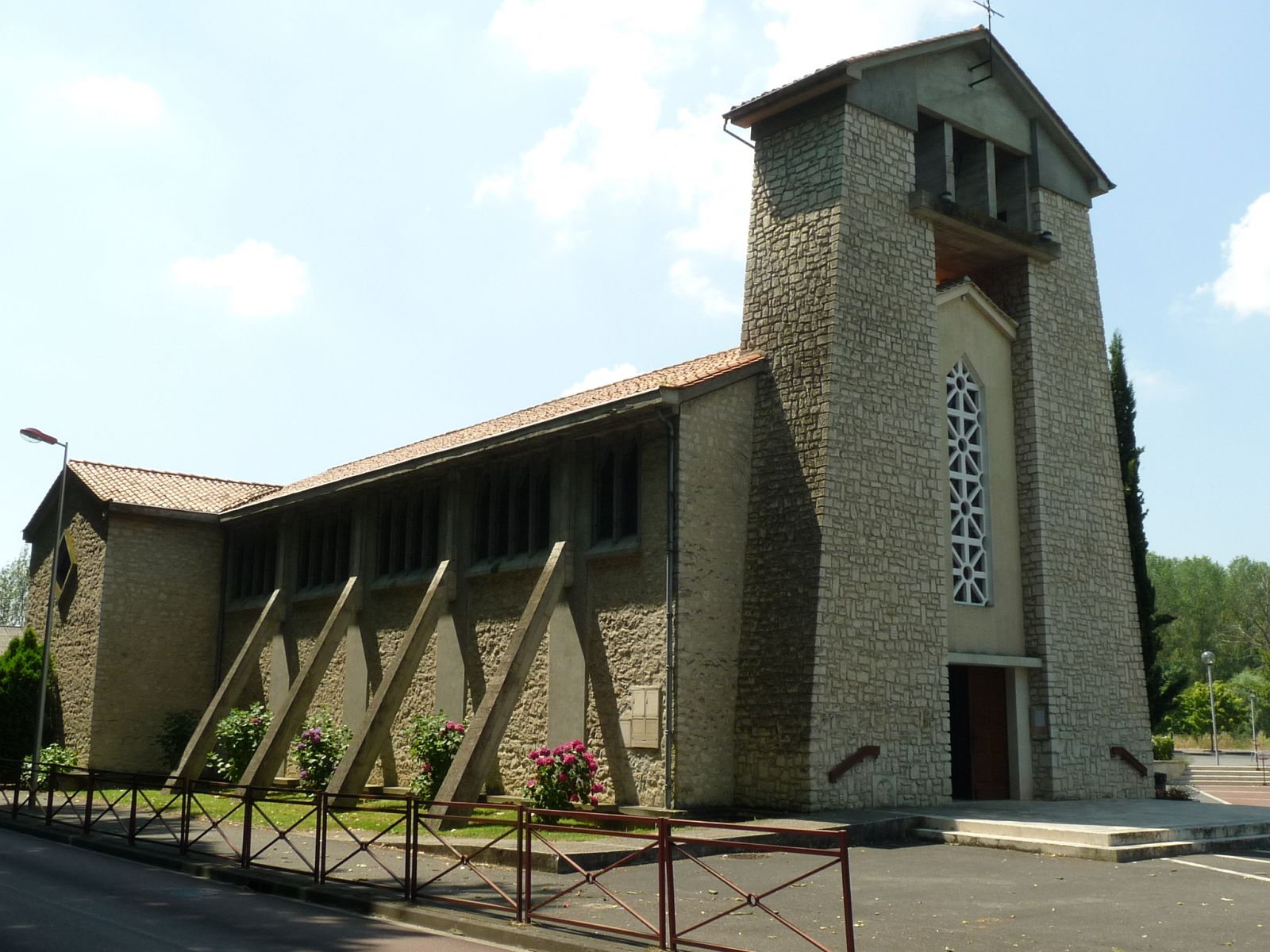
Kirche Notre-Dame-de-la-Paix
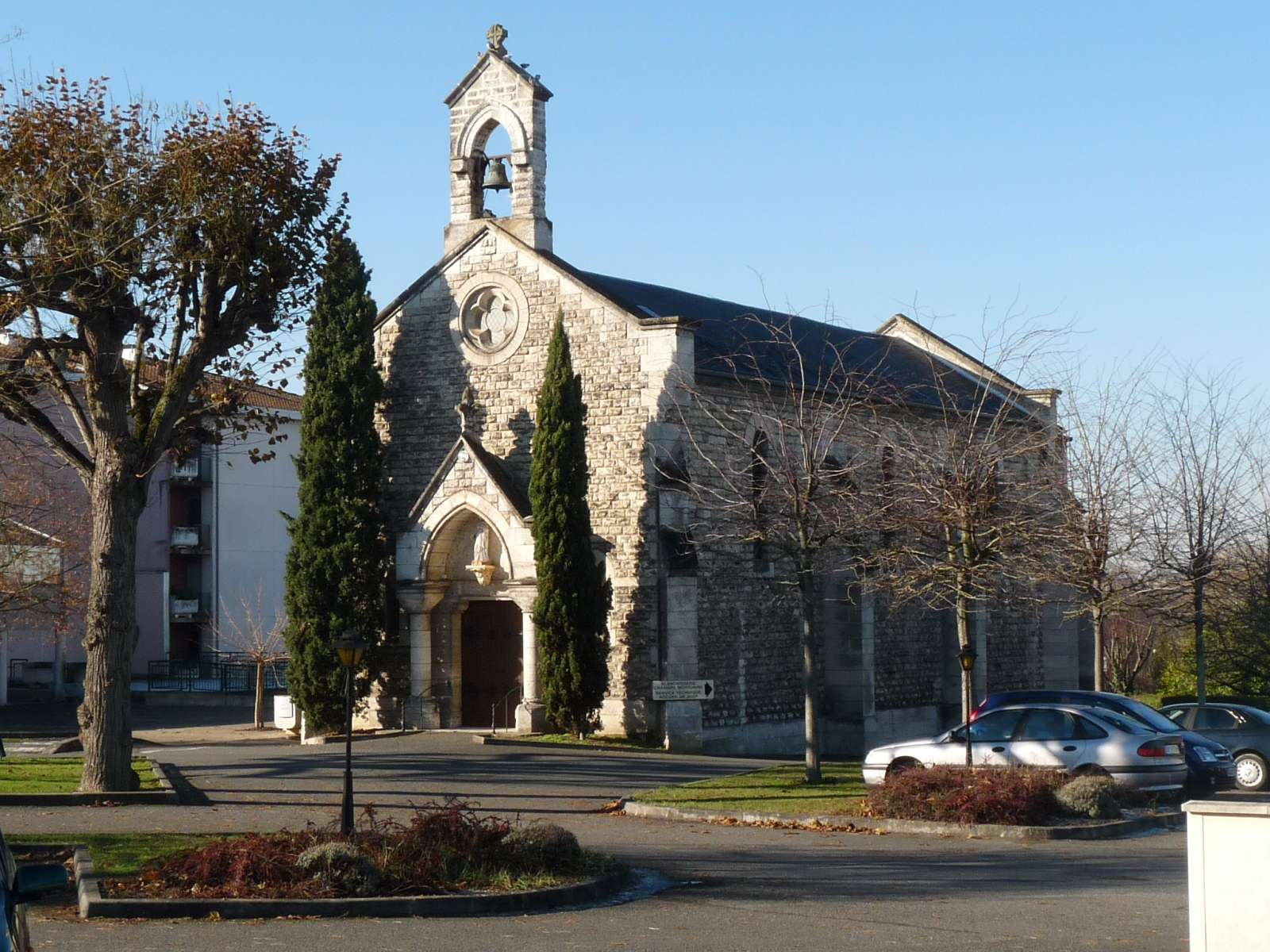
Kapelle des Seniorenheims